# Teoria lineare del moto ondoso
La teoria lineare del moto ondoso (Teoria di Airy) permette una trattazione semplificata della cinematica delle particelle fluide in posizione variata rispetto al livello indisturbato giungendo a relazioni per il calcolo della lunghezza e del periodo dell'onda e la sua elevazione dalla superficie libera.

## Dimostrazione

### Impostazione del problema
Si consideri il sistema di riferimento cartesiano posizionato sulla superficie libera, con asse z verticale diretto verso l'alto e asse y normale al piano. 
Si definisce la profondità locale del fondale h(x) la distanza tra il fondale e la superficie libera (il "tirante" idrico, costante a meno di variazioni locali qui trascurate) e l'elevazione della superficie libera (η(x,t)) la distanza tra la superficie libera ed il livello indisturbato, concorde con l'asse z.
Si introduce quindi la pressione P(x,z,t) e il campo di velocità istantanea dell'acqua V(x,z,t) avente componenti lungo x e z rispettivamente chiamate u(x,z,t) e w(x,z,t).

### Equazioni e ipotesi
- Principio di conservazione della massa

Si fa l'ipotesi che il fluido sia incomprimibile a causa delle modeste sovrapressioni presenti, pertanto si ha che {\displaystyle \nabla \cdot {\vec {V}}=0} ovvero {\displaystyle u_{x}+w_{z}=0} (con il pedice qui si indica la variabile rispetto alla quale si sta operando la derivata parziale della funzione).
- Principio di conservazione della quantità di moto

{\displaystyle \rho {\frac {D{\vec {V}}}{Dt}}=\Sigma F_{m}+\Sigma F_{s}}, ovvero la variazione della quantità di moto è pari alla somma delle forze di massa e di superficie su un volume di controllo. Esplicitando si ha che:
* ∑ Fm: Forza di gravità + Forza di Coriolis, qui trascurabile in quanto non consideriamo domini geografici estesi
* ∑ Fs: Forze normali, di pressione, + Forze tangenziali legate alla viscosità. Si trascura in questa analisi l'attrito aria/acqua, acqua/acqua, acqua/fondo, quindi si trascura la perdita di energia col fondo e l'azione tangenziale del vento, allora la seconda ipotesi è quella di considerare il fluido perfetto.
Esplicitando i termini si ha che:
{\displaystyle {\begin{cases}F_{p}=-\nabla P\\F_{g}={\hat {i}}\ 0+{\hat {k}}(-\rho g)\end{cases}}}
quindi scomponendo si ottiene:
{\displaystyle {\begin{cases}u_{t}+u_{x}u+u_{z}w=-{\frac {P_{x}}{\rho }}\\w_{t}+w_{x}u+w_{z}w=-{\frac {P_{z}}{\rho }}-g\end{cases}}}.
Si fa ora l'ipotesi di vorticità nulla (valida se l'onda non frange), ovvero - considerando solo l'asse y - {\displaystyle -w_{x}+u_{z}=0}. Da ciò ne consegue che il moto è irrotazionale quindi il campo di velocità ammette potenziale scalare φ noto in tutto il dominio che descrive il campo cinematico, tale che {\displaystyle \phi _{x}=u} e {\displaystyle \phi _{z}=w}.
L'equazione di continuità allora si trasforma nel laplaciano {\displaystyle \nabla ^{2}\phi =0}, mentre riscrivendo le equazioni di bilancio si ha:
{\displaystyle {\begin{cases}\phi _{t}+{\frac {u^{2}}{2}}+{\frac {w^{2}}{2}}+{\frac {P}{\rho }}+gz=C_{1}(z,t)\\\phi _{t}+{\frac {u^{2}}{2}}+{\frac {w^{2}}{2}}+{\frac {P}{\rho }}+gz=C_{2}(x,t)\end{cases}}}
Il primo termine delle equazioni è identico per entrambe, quindi le costanti dipendono solo dal tempo. Si ottiene allora l'Equazione di Bernoulli:
{\displaystyle \phi _{t}+{\frac {u^{2}}{2}}+{\frac {w^{2}}{2}}+{\frac {P}{\rho }}+gz=C(t)}

### Condizioni al contorno
- Fondale:

Il fondale è descritto da tutti i punti che verificano {\displaystyle F:z+h=0}. Si impone che sia impermeabile e orizzontale, ovvero che le particelle si muovano solo in direzione orizzontale (altrimenti lascerebbero un vuoto o si creerebbe un vortice). Ne consegue che {\displaystyle {\frac {dF}{dt}}=0}, ovvero {\displaystyle w+h_{x}u=0} (condizione cinematica).
- Superficie libera:

La superficie libera è descritta da tutti i punti che verificano {\displaystyle F:z-\eta =0} e anche qui si pone {\displaystyle {\frac {dF}{dt}}=0}, ovvero {\displaystyle \phi _{z}-\eta _{x}\phi _{x}-\eta _{t}=0}. Essendo in superficie la pressione pari a quella atmosferica (P = Patm = 0), sostituendo in Bernoulli si ha:
{\displaystyle \phi _{t}+{\frac {1}{2}}(u^{2}+w^{2})+g\eta =0} (condizione dinamica).
- Teoria delle onde progressive monocromatiche su fondale costante:

Si considera che le onde mantengono costante la forma e quindi si impone la condizione di periodicità, ovvero ciò che accade su un contorno è identico a ciò che accade sull'altro, quindi {\displaystyle \phi (x+L,z,T)=\phi (x,z,t)}.

#### Semplificazioni
Le equazioni che governano il fenomeno non sono lineari. Si pone quindi la fondamentale ipotesi che le onde abbiano piccola ampiezza rispetto alla profondità e alla lunghezza, ovvero {\displaystyle {\frac {a}{L}},{\frac {a}{h}}<<1} ovvero la ripidità h/L (data anche da ηx) è molto bassa.
Dalla condizione sulla superficie libera si può trascurare il prodotto {\displaystyle \phi _{x}\eta _{x}} e {\displaystyle \eta _{t}=\phi _{z}} (acqua va più veloce se onda è più grande a parità di periodo). Dalla condizione dinamica, essendo u e v dipendenti da a, la loro potenza è trascurabile. 
In z=0 quindi si ha:
{\displaystyle {\begin{cases}\eta _{t}-\phi _{z}=0\\\phi _{t}+g\eta =0\end{cases}}}
dove però non è conosciuta la η,  resa indistinguibile dal livello indisturbato.

### Soluzione
La soluzione del problema è:
{\displaystyle \phi ={\frac {ag}{\omega }}\ {\frac {\cosh {k(h+z)}}{\cosh {k(h)}}}\ \sin {kx-\omega t}}
con {\displaystyle k={\frac {2\pi }{L}}} e {\displaystyle \omega ={\frac {2\pi }{T}}}, dove L è la lunghezza dell'onda e T il suo periodo.

#### Verifiche delle ipotesi
- Laplace:

{\displaystyle \phi _{xx}=-{\frac {k^{2}ag}{\omega }}\ {\frac {\cosh {k(h+z)}}{\cosh {k(h)}}}\ \sin {kx-\omega t}=-\phi _{zz}={\frac {k^{2}ag}{\omega }}\ {\frac {\cosh {k(h+z)}}{\cosh {k(h)}}}\ \sin {kx-\omega t}} ⇒ Verificato
- Fondale:

{\displaystyle \phi _{z}=0}, verificata in quanto {\displaystyle \sinh {k(h-h)}=0}
- Superficie libera:

Dinamica: {\displaystyle \phi _{t}+g\eta =0}. Da questa si dimostra che l'elevazione della superficie libera è descritta da una funzione periodica di altezza a: {\displaystyle \eta =a\ \cos {kx-\omega t}}
Cinematica: {\displaystyle \phi _{x}+\eta _{t}=0}. Da questa si ottiene l'importantissima relazione di dispersione {\displaystyle \omega ^{2}=gk\tanh {kh}} che lega tra loro L,h e T. Esplicitando rispetto a L si ha {\displaystyle L={\frac {gT^{2}}{2\pi }}\tanh {2\pi {\frac {h}{L}}}}. Ne consegue che la celerità di fase è data da {\displaystyle c={\frac {gT}{2\pi }}\tanh {2\pi {\frac {h}{L}}}}.

## Approssimazioni
La relazione della lunghezza è di tipo implicito, risolvibile per tentativi. È possibile però effettuare alcune semplificazioni.
Per h/L → ∝, ovvero in acqua profonda o onde corte, tanh(h/L) → 1 quindi, essendo g ≈ 9,81 m/s2, {\displaystyle L_{0}=1,56T^{2}} e {\displaystyle c_{0}=1,56T}.
Per h/L → 0, ovvero in acqua bassa o onde lunghe, tanh(h/L) → h/L quindi, essendo g ≈ 9,81 m/s2, {\displaystyle L_{s}={\sqrt[{2}]{gh}}\ T} e {\displaystyle c={\sqrt[{2}]{gh}}}.
È possibile comunque utilizzare la seguente relazione esplicita per la lunghezza, che fornisce errori dell'ordine del 5%:
{\displaystyle L=1,56T^{2}\tanh {(\sinh {\frac {2{\sqrt[{2}]{h}}}{T}})}}